# Refin (equip ciclista)
L'equip Refin va ser un equip ciclista italià de ciclisme en ruta que va competir de 1995 a 1997. El patrocinador principal era l'empresa de ceràmica Ceramiche Refin.

## Principals resultats

### A les grans voltes
- Giro d'Itàlia
  - 3 participacions (1995, 1996, 1997)
  - 1 victòries d'etapa:
    - 1 el 1996: Rodolfo Massi

  - 0 classificacions secundàries:

- Tour de França
  - 1 participacions (1996)
  - 1 victòries d'etapa:
    - 1 el 1996: Djamolidín Abdujapàrov

- Volta a Espanya
  - 1 participacions (1997)
  - 0 victòries d'etapa:

## Classificacions UCI
| Temporada | Classificació per equips | Millor ciclista en la classificació individual |
| --------- | ------------------------ | ---------------------------------------------- |
| 1995      | 19è                      | Heinz Imboden (70è)                            |
| 1996      | 18è                      | Rodolfo Massi (63è)                            |
| 1997      | 23è                      | Luca Mazzanti (70è)                            |